# Konrad Höreth
Konrad Höreth (* 20. Januar 1905 in Draisenfeld; † 1973 in Bayreuth) war ein höherer deutscher Beamter in der Zeit des Nationalsozialismus. Er war Gauobmann der Deutschen Arbeitsfront.

## Leben und Wirken
Höreth wuchs in Bayreuth auf. Er war von Beruf Schlosser und trat zum 1. März 1929 der NSDAP bei (Mitgliedsnummer 121.853). Wesentlich gefördert wurde er vom späteren Gauleiter Hans Schemm, nach dessen Ansprachen er selbst oft als Redner für die NSDAP auftrat. 1933 wurde er Gauobmann der Nationalsozialistischen Betriebszellenorganisation in der Gauhauptstadt Bayreuth. Später wurde Höreth Gauwalter der DAF im Gau Bayerische Ostmark. Als solcher kandidierte er auf dem Wahlvorschlag der NSDAP auf dem Listenplatz mit der Nummer 377 bei der Wahl zum Deutschen Reichstag am 29. März 1936, zog aber nicht in den nationalsozialistischen Reichstag ein. Von 1937 bis 1941 wirkte er als Gauobmann der NS-Gemeinschaft „Kraft durch Freude“ in der DAF. Als Gauamtsleiter kandidierte er auch bei der Reichstagswahl 1938 erfolglos.

## Ehrungen
- 30. Januar 1939 Goldenes Parteiabzeichen der NSDAP